# Barcarrota
Barcarrota è un comune spagnolo di 3 686 abitanti situato nella comunità autonoma dell'Estremadura.
Qua nacque il navigatore e conquistador Hernando de Soto.